# Asher Angel
Pour les articles homonymes, voir Angel.
Asher Angel, né le 6 septembre 2002 à Phoenix (Arizona), est un acteur et chanteur américain. Il est connu pour son rôle de Jonah Beck dans la série Andi sur Disney Channel.

## Biographie

### Jeunesse et formation
Asher Angel est né à Phoenix en Arizona, et vit à Paradise Valley. Ses parents s’appellent Jody et Coco Angel, et il a deux jeunes frère et sœur. Il est de confession juive. Il chante et joue de la guitare.

### Carrière
En 2008, à l’âge de cinq ans, il apparaît dans le long métrage Jolene de Dan Ireland.
En 2018, il enregistre sa première chanson Chemistry.

### Vie privée
Début 2019, il officialise sa relation avec la chanteuse, actrice et vidéaste web Annie LeBlanc, leur histoire prend fin en 2020.

## Filmographie

### Longs métrages
- 2008 : Jolene de Dan Ireland : Brad Jr. à cinq ans
- 2018 : On Pointe de Tati Vogt : Alex
- 2019 : Shazam! de David F. Sandberg : William « Billy » Batson
- 2022 : Darby and the Dead de Silas Howard : James Harris
- 2023 : Shazam! Fury of the Gods de David F. Sandberg : William « Billy » Batson

Prochainement
- On Fire de Nick Lyon

### Courts métrages
- 2014 : Hate from a Distance de Dan Ireland : Danny
- 2015 : How do you do that Voodoo? d’Adam Windom : Billy

### Séries télévisées
- 2016 : Nicky, Ricky, Dicky et Dawn (Nicky, Ricky, Dicky & Dawn) : Jasper (1 épisode)
- 2016 : Esprits criminels : Unité sans frontières (Criminal Minds: Beyond Borders) : Ryan Wolf (1 épisode)
- 2017-2019 : Andi : Jonah Beck (57 épisodes)
- 2021 : High School Musical: The Musical: The Series : Jack (Episode: "Spring Break")
- 2023 : Titans : William « Billy » Batson (caméo archive audio ; saison 4, épisode 9)

## Discographie

### Chansons
- 2018 : Chemistry
- 2018 : Gateway
- 2019 : One Thought Away (avec Wiz Khalifa)
- 2020 : Chills
- 2020 : All Day
- 2020 : Guilty
- 2020 : Do you wanna

### Clips
- 2018 : Chemistry
- 2018 : Gateway
- 2019 : One Thought Away (avec Wiz Khalifa et Annie LeBlanc)
- 2020 : Chills
- 2020 : All Day
- 2020 : Guilty
- 2020 :  Do you wanna